# Kutrik Bence
Kutrik Bence (Budapest, 1976. március 27.–) kétszeres Artisjus-díjas zeneszerző, zongorista, informatikus. 2024 májusától a Magyar Zeneszerzők Egyesületének elnöke.
San Franciscóban (San Franciscó-i Konzervatórium), Torontóban (Torontói Egyetem) és Budapesten, a Liszt Ferenc Zeneművészeti Egyetemen tanult, illetve részt vett több zeneszerzés-mesterkurzuson. Alkotói munkássága középpontjában a klasszikus európai hagyományokból építkező kísérleti zene áll. Zenei nyelvében kifejezésre kerül a konzervatív értékek iránti nagyfokú tisztelete. Külföldön és Magyarországon is számos koncert- és filmzenei díjjal ismerték el.

## Pályafutása
Zenei tanulmányait az Erkel Gyula Újpesti Zenei Alapfokú Művészeti Iskolában kezdte. Zongoratanára Bujdosóné Pécsy Klára, szolfézs és zeneelmélet tanára Bakó Judit volt.  Eközben informatikusnak is tanult, majd 2002-ben egy munka kapcsán az Amerikai Egyesült Államokba költözött.
2003-ban felvételt nyert a San Franciscó-i Konzervatóriumba, ahol egy évig Conrad Susa amerikai komponistánál tanulhatott zeneszerzést. 2005–2010 között a Torontói Egyetem Zeneművészeti Karán elvégezte a bachelorprogramot, valamint egy évet tanult a mesterképző zeneszerzés szakán Gary Kulesha növendékeként. Külföldi tartózkodása alatt számos művet írt, köztük kamaraoperát, további kamara és szóló zongoradarabokat, illetve elektroakusztikus zenéket. Komolyzenei tevékenysége mellett filmhez és számítógépes játékokhoz is komponált zenét, többek között olyan jelentős amerikai kiadók felkérésére, mint a Disney Interactive vagy a THQ. 2010-ben visszaköltözött Magyarországra.
2010–2015 között a Zeneakadémia hallgatója volt. Előbb egy operadramaturgia kurzust végzett el, majd zeneszerzésszakon szerzett diplomát Vajda János növendékeként. Részt vett a szombathelyi Nemzetközi Bartók-szeminárium zeneszerzés-mesterkurzusán is, ahol 2013-ban Fekete Gyula és Faltay Csaba, 2015-ben pedig Fekete Gyula és Balázs Ádám kurzusait hallgatta. Ebben az időben munkái között szerepelt több külföldi nagyjátékfilm zenéjének megírása, továbbá egy vokális és egy kamaramű komponálása is. A Zeneakadémia első imázs videóklipjének zenéjét is ekkor szerezte. A film elnyerte az 51. Chicagói Nemzetközi Filmfesztivál Ezüst Hugo-díját, majd pedig a Red Dot kommunikációs dizájnversenyén is elismerték. 2020-ban a MMA Művészeti Ösztöndíj Program nyertese volt, 2023-ban az Artisjus-díj komolyzenei művének választották a Tavasz-esti dal című a cappella kórusművét, majd 2024-ben az Artisjus előadóművészi díjat is megkapta, a kortárs zene elkötelezett terjesztéséért.

A Studio 5 tagjai(balról Kecskés D. Balázs, Kutrik Bence, Virágh András Gábor, Bella Máté, Szentpáli Roland)

2017-ben Studio 5 néven zeneszerzőcsoportot alakított négy fiatal alkotótársával, hagyományból kiinduló új zenei hangversenyek létrehozására. Bemutatkozó koncertjük a Zeneakadémia Solti termében 2017 februárjában volt.
A Dunakanyar Kortárs Zenei Fesztivál fő szervezője, ami elsőként 2022 júniusában négy helyszínen, Dunabogdányban és a visegrádi Királyi palotában kerül megrendezésre. A programsorozat ötletét a szintén általa szervezett 2021-es, Dunakanyar Kortárs Kóruszenéje című koncert adta.
Tagja a Magyar Zeneszerzők Egyesületének, mely 2024. május 25-ei éves közgyűlésén elnökévé választotta. Mandátuma 2027 májusáig szól.
2016 óta Dunabogdányban él és alkot. Anyai nagyszülei is itt éltek, ahol így már gyerekkorában is gyakran megfordult.

## Fontosabb művei, zeneszerzői tevékenysége

### komolyzenei művek
- Zongoraszonáta (zongora szóló, 2006)[18]
- Téma és variációk (eredeti címe: Motive, Variations and a Tune,[19] kamarazene, 2008)
- My Life with the Seven Courses I Take (ütősegyüttesre, zongorára és hang effektusokra, 2009)
- Trió (hegedűre, csellóra és zongorára, 2009)
- Suite for String Orchestra (vonószenekarra, 2010)
- Hamlet: The Final Scene (egyfelvonásos opera, kamarazenekarral, Torontoi Egyetem operatanszékének megrendelésére, 2010)
- Második Trió (címvariáció:Trio #2, hegedűre, csellóra és zongorára, 2012)
- Kitépett Lapok (szimfonikus zenekarra, MA diplomamunka, 2013)
- Két Fanfár (rezes kvintettre, 2014)
- Vertigo (kamarazene, 2014)
- The Immortal Heart (egyfelvonásos, rövid opera, vokális diplomamunka, 2014)
- Trembling (nagy kamaraegyüttesre ensemble, 2015)
- The Mandelbrot Riddle (kamarazene, 2016)
- Divergenciák (duó szaxofonra és hárfára, 2017)
- In paradisum (kórusra és szólóhangszer(ek)re, 2017)
- Rituálé (kamarazene, 2017)
- Emojik (vonószenekarra, 2018)[20]
- Szerelmes illúziók (négy dalból – Várlak, Tedd a kezed, Ha nem szorítsz..., Szerelmes kiszólás – álló sanzonkoszorú József Attila verseire, szólóhang(ok)ra és szólóhangszer(ek)re, ősbemutató: 2018[21])
- Kertvárosi Idill (kamarazene, 2018)
- Cycles (szimfonikus zenekarra, 2019)[22]

### alkalmazott zenék
- The Incidental (filmzene, kanadai nagyjátékfilm, 2011)
- Mars Project (filmzene, kanadai dokumentumfilm, 2012)
- One Way (filmzene, amerikai nagyjátékfilm, 2012)
- Four in the Morning (filmzene, amerikai rövidfilm, 2013)
- The Philosopher King (filmzene, kanadai-svéd nagyjátékfilm, 2014)
- Contact (filmzene, amerikai rövidfilm, 2015)
- The Bespoke Tailoring of Mister Bellamy (filmzene, amerikai rövidfilm, 2015)
- Lisztérium: Ahol él a zene (imázs szpot zene, 2015)
- Memoir (filmzene, amerikai rövidfilm, 2016)
- Földrengés Londonban (színdarab, Vígszínház, munkatársak: Presser Gábor és Furák Péter, 2016)
- Halj már meg! (magyar nagyjátékfilm, 2016)
- Girl Steals Painting (filmzene, amerikai rövidfilm, 2018)
- An Aria for Albrights (filmzene, amerikai rövidfilm, 2017)

## Díjai, elismerései
- 3. díj, a Liszt Ferenc Zeneművészeti Egyetem zeneszerző versenye (Trio #2 című kamaradarabjáért, 2012)[23]
- 2. díj, a Liszt Ferenc Zeneművészeti Egyetem zeneszerzés verseny (Vertigo, 2014)
- „Best Original Music in a Short” díj, Blue Whiskey Independent Film Festival, USA (Four in the Morning, 2014)
- Zeneszerző ösztöndíj, Aurora Musis Amica alapítvány (The Immortal Heart című operájáért, 2015)
- Győztes, Iranian-Canadian Composers of Toronto (ICOT) zeneszerzés verseny, Toronto, Kanada (Behind the Seas, 2015)
- Legjobb filmzene rövidfilm kategória, Wild Rose Independent Film Festival, USA (The Bespoke Tailoring of Mister Bellamy, 2016)
- 1. helyezés, Nemzetközi Anton Matasovsky zeneszerző verseny (Introverted Confessions szóló zongorára, 2018)
- 10 ajánlott mű listája, Rostum+, 65. Nemzetközi Kortárszenei Seregszemle(wd) (IRC) – Nemzetközi Zenei Tanács(wd) (Rituálé, 2018)[24]
- MMA Művészeti Ösztöndíj Program nyertes, Magyar Művészeti Akadémia (2020)[25]
- Artisjus-díj − az év komolyzenei műve kategória (Tavasz-esti dal, 2023)[26]
- Artisjus előadóművészi díj (a kortárs zene elkötelezett terjesztőinek, 2024)[12][27]